# 서울항동초등학교
서울항동초등학교(서울航洞初等學校)는 대한민국 서울특별시 구로구에 있는 공립 초등학교로, 이 학교는 2019년에 개교되었다.

## 연혁
- 2019년 3월 1일 : 개교